# Rockabilly
Rockabilly je jedan od najstarijih pravaca rock glazbe koja je nastala 1950-ih godina prošlog stoljeća u SAD-u. Obnovu je doživio 1980-ih.
Rockabilly je nastao na američkom Jugu, povezujući u sebi tradicije country glazbe, te rhythm and bluesa. Sam naziv je skovan iz prvog dijela naziva "rock and roll" i zadnjeg dijela naziva "hillbilly" - često na pogrdni način korištenog termina za stanovnike ruralnih brdskih područja na istoku i središnjem dijelu SAD. "Hillbilly" se na području glazbe često koristi kao naziv za tradicionalnije oblike američke country glazbe u kojima se odmjereniji i finiji utjecaji "gospodske" glazbe karakteristični za školovane glazbenike slabije ili nikako osjećaju: riječ je o glazbi koja se tipično izvodi uz violinu, bendžo, mandoline i gitare.
Glazbenici koji će 1950. godina pokrenuti novu vrst plesne glazbe odrasli su u državama juga SAD 1930-ih i 1940-ih godina, gdje su u to vrijeme - na osnovama foklorne glazbe - glazbeni sastavi stvarali i izvodili western swing i boogie-woogie glazbu.
Glazbenici koji su odrastali uz takve zvuke - poput Elvisa Presleyja (iz Mississippya, 1935. – 1977.), Buddyja Hollyja (iz Texasa, 1936. – 1959.), Roya Orbisona (također Teksašanin, 1935. – 1988.) i Jerryja Leeja Lewisa (Louisiana, 1935. -) povezali su na inventivne načine "hillbilly" tradiciju glazbe s r'n'b -om i drugim glazbenim utjecajima, koristeći električnu gitaru i druge mogućnosti "električne" glazbe.
Od hillbilly glazbe preuzeo je rockabilly prepoznatljiv ritam - živ i snažan u isto vrijeme.
Elvis Presley je najpoznatiji glazbenik ovog pravca, a on ga je ujedno i učinio slavnim. Imao je veoma veliki utjecaj na rock glazbu u tadašnje vrijeme - možda najjači upravo u prvom dijelu svoje karijere, tijekom 50-ih.
Rockabilly je u 1950.- ima povezan i sa stanovitim načinom odijevanja: muškarci često nose odijela, ili pak traperice uz kožne jakne ili kraće kapute, te motorističke čizme, naočale za sunce i frizure s mnogo gela su više nego uobičajene; u ženskoj modi su česte hlače ili suknje s visokim pojasom, pripijene haljine s naglašenim strukom, suknje koje će se kod plesanja njihati uz tijelo i ovijati oko tijela kod okreta, cipele s visokom petom, također niske tenisice, lakirani nokti, jača šminka i ukrasi za kosu.

## Poznati izvođači
- Buddy Holly
- Carl Perkins
- Eddie Cochran
- Elvis Presley
- Gene Vincent
- Jerry Lee Lewis
- Johnny Burnette
- Johnny Cash
- Rick Nelson
- Roy Orbison
- Stray Cats

## Rockabilly izvođači u Hrvatskoj
- Mississippi Queen
- Robert Mareković i Swingers
- Greaseballs

## Vanjske poveznice
- "Rockabilly Central"
- "Rockabilly Worldwide"  Arhivirana inačica izvorne stranice od 29. listopada 2013. (Wayback Machine)